# Војни музеј у Атини
Војни музеј у Атини (грч. Πολεμικό Μουσείο Αθήνας) је војни музеј грчких оружаних снага. Налази се у центру града Атине и опслужује га станица атинског метроа Евангелисмос . 
Основан 1975. музеј поседује збирке које обухватају период од антике до модерног доба.

## Историја
Грчка влада је 1964. одлучила да створи војни музеј,  који је коначно основан 1969. Дизајн музеја је преузео тим истакнутих архитеката, на челу са професором Тукидидом Валентисом са Националног техничког универзитета у Атини (НТУА).  
Зграда је подигнута 1972. према савременим трендовима тог времена, уз утицаје Баухауса .   Музеј су свечано отворили 18. јула 1975. председник Републике Грчке Константинос Цацос и министар одбране Евангелос Авероф . 
Музеј је основао огранке у Солуну,  Ханији,  Ретимну,  Науплиону,  Триполију,  Каламати  и Халкиди .  Кућа музеј генерала Наполеона Зерваса такође служи као огранак Ратног музеја. 

## Сврха
Војни музеј у Атини посвећен је прикупљању, чувању и излагању ратних артефаката, као и документовању и проучавању војне историје Грчке од раног бронзаног доба до данас.  Музеј такође служи као образовно место за школске посете. 

## Збирке
У спољашњем делу музеја углавном се налази неколико артиљеријских топова из различитих епоха, као и расходовани авиони грчког ратног ваздухопловства. 
У унутрашњем делу се налази стална поставка збирке оружја, коју је грчкој војсци поклонио Петрос Сароглос (1864 – 1920), официр и колекционар.   Збирка се састоји од оружја различитих епоха из целог света, од којих је најважније оно из грчке револуције, заједно са артефактима из других цивилизација. Ратни музеј такође има колекцију мапа и гравура углавном из Грчке и њених суседних региона. Даље, експонати из антике, који сведоче о присуству човека од неолита и раног бронзаног доба до класичне антике. Посетиоци могу да виде експонате о Александру Великом, Византијском царству, грчкој револуцији и модерној грчкој историји.  
Представљени су експонати о свим ангажманима грчке војске у 20. веку: Македонска борба, Балкански ратови, Први светски рат, Малоазијски поход, Други светски рат, Грчки експедициони корпус у Кореји. У музеју се такође налази колекција историјских униформи Хеленске војске, као и експонати везани за борбу ЕОКА и турску инвазију на Кипар 1974.  
Различите активности укључују издавање књига, успостављање и одржавање споменика и меморијала и помоћ службама и агенцијама широм Грчке. Изложбени простори Музеја су распоређени на четири спрата и представљају слике грчке историје од антике до данас. Централни делови музеја су оружје из сукоба у које је била укључена Грчка.

## Галерија
- Старогрчки шлем
- Модел византијског ратног брода (Дромон)
- Самурајски јапански ратнички оклоп, 14. век нове ере
- Дечји мач са османског Балкана
- Гравура која приказује долазак краља Ђорђа у Атину
- Гарибалдини кепи
- Грчка војна застава коришћена током Параде победе у Тријумфалној капији
- АИАС — противваздушна вођена, земаљска и ваздушна ракета